# Zamszany (rejon kowelski)
Zamszany (ukr. Замшани) – wieś na Ukrainie w rejonie kowelskim, w obwodzie wołyńskim, założona w 1791, położona w pobliżu jeziora Lubań, przy trasie europejskiej E85.
Wieś królewska położona była w pierwszej połowie XVII wieku w starostwie niegrodowym ratneńskim w ziemi chełmskiej. W II Rzeczypospolitej miejscowość wchodziła w skład gminy wiejskiej Datyń w powiecie kowelskim województwa wołyńskiego. Po II wojnie światowej w skład wsi weszły pobliskie chutory: Czernycze, Dymidowski i Sosnowo.
Do 2020 w rejonie ratnieńskim.